# Dasyhelea raripilosa
Dasyhelea raripilosa är en tvåvingeart som beskrevs av Tokunaga 1940. Dasyhelea raripilosa ingår i släktet Dasyhelea och familjen svidknott. Inga underarter finns listade i Catalogue of Life.